# Kraplak
Kraplak er et rødt farvestof, der oprindeligt blev udvundet af krap-planten, men i dag overvejende fremstilles kunstigt. Rodstokken fra planten indeholder to glykosider, der kan spaltes af enzymer eller med syre i druesukker og henholdsvis alizarin og purpurin. Andre, mindre betydningsfulde glykosider, giver xanthin (krapgult) og rubiacin (kraporange).

## Alizarin
Alizarin danner i ren tilstand orangerøde nåle. Handelskvaliteterne er noget forskellige i farvetone og lysægthed afhængigt af indholdet af andre stoffer. Det er næsten uopløseligt i vand, men opløses i alkohol og æter. Natriumsaltet af alizarin danner med aluminiumssalte (typisk alun rødt bundfald, med tinsalte karmoisinrødt bundfald, med jernsalte blåsort bundfald, og med kromsalte brunviolet bundfald, alle benævnt kraplakker. En anden vigtig anvendelse af alizarin er som tekstilfarve som kraprød.

## Purpurin
Purpurin danner dybrøde nåle til orangerøde nåle afhængigt af vandindholdet. Det opløses i alkohol, æter og modsat alizarin også i kogende vand. En basisk opløsning af purpurin giver også udfældning af farvelakker med metalsalte.

## Lysægthed
Kraplakker afledt af alizarin er usædvanligt lysægte sammenlignet med andre organiske farvelakker. Rosa kraplak, der især er baseret på purpurin bleges lettere i lyset.

## Fremstilling
Siden 1869 har man kunnet fremstille alizarin og purpurin fra anthracen, der igen udvindes af stenkulstjære. Den syntetiske fremstilling er billigere og giver mindst lige så gode produkter.

## Anvendelse i maleriet
Kraplak egner sig til brug i oliefarver, men da farven tørrer langsomt, bør der tilsættes et tørremiddel. Farven dækker dårligt, men fungerer fint som lasur. Den kan blive hård i tuben, og er tilbøjelig til at revne på lærredet. Kraplak kan også benyttes i limfarve og til akvarelmaleri. Den er uegnet til freskomaleri, da den ikke er vejrbestandig.